# Thomas Lee Osborn
Thomas Lee Osborn, (Pocasset, 23 de dezembro de 1923 — Tulsa, 14 de fevereiro de 2013) conhecido como T. L. Osborn, foi um evangelista pentecostal, missionário, estadista, maestro, pianista, autor, editor, linguista, desenhista, e administrador. Foi conhecido primordialmente por seu ministério de cura em massa a milhões de pessoas. Ele e sua esposa e ministra associada, Daisy, estabeleceram seu Quartel General em Tulsa, Oklahoma, em 1949, tendo proclamado o Evangelho em 78 nações.
O Rev. Osborn foi o primeiro evangelista missionário a ir em campos abertos e parques nas nações não cristãs, para proclamar a Jesus Cristo e orar por milagres. Os filmes e vídeos de documentários de Milagres de Osborn têm sido exibidos em 70 línguas em muitas aldeias e povos. O Programa de Assistência Missionária Nacional Osborn tem sustentado homens e mulheres nativos como missionários. Também tem estabelecido novas igrejas que tem se tornado auto-suficientes.
Escritor prolífico, os seus livros estimulam o evangelismo de milagres mundial. Seu livro clássico, "Curai enfermos e Expulsai demônios" é um best-seller desde 1951 com tiragem de mais de um milhão de cópias.
Seus escritos e ensinos transformaram a vida de muitas pessoas, ao menos milhares.
T. L. Osborn e Daisy Osborn casaram-se com as idades de 17 e 18 anos respectivamente, e, já com 20 e 21 anos de idade foram missionários na Índia.
Em 1949, criou a Fundação Osborn, recebendo posteriormente o nome de OSFO Internacional.
Também foi um dos impulsionadores para a teologia da prosperidade, porém o ímpeto de seu ministério se dava na cura, pois não aceitava que o cristão que aceita JESUS, viva em enfermidade, citando passagens bíblicas de cura em seus livros, e o próprio Jesus no seu ministério.

## Outras publicações
- Curai Enfermos e Expulsai Demônios
- Ganhando Almas
- O Plano de Amor de Deus
- A vida Abundante
- Impacto
- Conquistando Almas Lá Fora Onde Os Pecadores Estão
- Você é o melhor de Deus
- A Mensagem que Opera